# NGC 7291
NGC 7291 este o galaxie situată în constelația Pegas. A fost descoperită în 1 octombrie 1866 de către Édouard Stephan⁠(d).